# Gottfried Graf von Bismarck-Schönhausen
El Conde Gottfried von Bismarck-Schönhausen (9 de marzo de 1901 - 14 de septiembre de 1949) fue un político alemán y figura de la resistencia alemana.

## Biografía
Nacido en Berlín, Bismarck era nieto del Canciller del siglo XIX Otto von Bismarck. Fue hijo de Herbert von Bismarck y Marguerite Hoyos.
Era miembro del Partido Nazi y en 1933 fue elegido para el Reichstag como miembro nazi. En 1935 se convirtió en presidente del consejo regional (Regierungspräsident) para Stettin, y posteriormente también para Potsdam. En 1937 se casó con una prima, la Condesa Melanie Hoyos, en Viena.
A partir de 1942, sin embargo, Bismarck se opuso a la continuación de la II Guerra Mundial, y se había puesto en contacto con otros miembros de la aristocracia alemana que trabajaban contra el régimen Nazi —tales como el jefe de policía de Berlín Wolf-Heinrich Graf von Helldorf, el Coronel Claus Graf von Stauffenberg, y el General Friedrich Olbricht— con el objetivo de iniciar negociaciones con los Aliados occidentales. Era consciente de la preparación del complot del 20 de julio para asesinar a Adolf Hitler, pero no estaba directamente involucrado en él.
Tras el fracaso del complot, se descubrieron las conexiones de Bismarck con los conspiradores. Fue expulsado de las SS y del Reichstag. Debido a su famoso nombre y muchas conexiones poderosas, no obstante, escapó del destino de la mayoría de los conspiradores activos. No fue arrestado hasta agosto y no fue torturado. En octubre fue absuelto de los cargos contra él por el Tribunal del Pueblo, pero sin embargo fue enviado al campo de concentración de Sachsenhausen, donde fue relativamente bien tratado. Fue liberado por fuerzas soviéticas en abril de 1945.
En septiembre de 1949 Bismarck y su esposa murieron en un accidente de coche en Verden an der Aller, cerca de Bremen, en la Zona de Ocupación Estadounidense.